# Aja (canción)
«Aja» es una canción de jazz rock, con elementos de jazz fusión y rock progresivo de la banda estadounidense de rock Steely Dan, publicada en el álbum del mismo nombre de 1977. Los compositores Walter Becker y Donald Fagen tocan la guitarra y el sintetizador, respectivamente, en la canción, con varios músicos de estudio tocando las otras partes; Fagen canta la voz principal. Las tareas de producción estuvieron a cargo de Gary Katz; el álbum fue publicado a través de ABC Records. Musicalmente, es un trabajo tonalmente sofisticado y estructuralmente complejo que fue elogiado en su lanzamiento como la canción más ambiciosa que el dúo jamás había intentado. La letra de la canción se centra en el monólogo interior de un hombre que corre hacia el personaje que da nombre a la canción para escapar del estrés de su vida. Fagen afirmó que se inspiró en un familiar de alguien que conocía, que se había casado con una mujer coreana llamada Aja. Él ha descrito la canción como sobre la “tranquilidad que puede surgir de una relación tranquila con una mujer hermosa”.
A pesar de su complejidad, y a diferencia de la mayoría de las otras canciones del álbum, «Aja» tardó muy poco en grabarse, lo que Steely Dan atribuye a la capacidad de los músicos para aprenderlo rápidamente, sin ensayos. El trabajo de guitarra de Denny Dias, incluido un solo, marcó la última aparición en un disco de Steely Dan de cualquier otro miembro fundador del grupo. Por otro lado, el saxofonista tenor Wayne Shorter y el baterista Steve Gadd hicieron aquí sus primeras apariciones. Ambos tocan solos durante la pausa instrumental de la canción que han contribuido en gran medida a su reputación, solos que han sido considerados entre sus mejores trabajos; el de Gadd, el primer solo de batería en una canción de Steely Dan, en la conclusión de la canción, fue grabado en solo dos tomas. El crítico de jazz Ben Sidran luego calificó la sesión de grabación como “un momento en que ... la música pop de repente dio un giro a la izquierda”.
«Aja» es la canción más larga que grabó la banda antes de disolverse en 1981, con una duración aproximada de ocho minutos. Fagen y Becker la interpretaron en concierto después de que se reunieran a fines del siglo XX y comenzaran a hacer giras nuevamente como Steely Dan. Lanzaron una versión en vivo, que apareció en el álbum Live in America. Muchos artistas, incluido Woody Herman, la han versionado en álbumes tributo a Steely Dan.

## Antecedentes
Los compositores Walter Becker y Donald Fagen habían formado Steely Dan en 1972 como un sexteto de rock, con Becker tocando el bajo (ocasionalmente la guitarra) y Fagen en los teclados. Incluso en el primer álbum del grupo, Can't Buy a Thrill, los dos habían estado dispuestos a presentar contribuciones de músicos de estudio externos como Elliott Randall. Después de su tercer álbum, Pretzel Logic de 1974, decidieron dejar de hacer giras para centrarse en escribir canciones; los otros miembros restantes se fueron, aunque los guitarristas Denny Dias y Jeff Baxter continuaron trabajando con Becker y Fagen en canciones ocasionales. El siguiente álbum, Katy Lied, se basó en gran medida en varios surtidos de músicos de estudio y mostró más influencia del jazz que los dos habían escuchado durante sus años de formación.
Cuando Becker y Fagen comenzaron a escribir y grabar el sexto álbum de Steely Dan, Aja, en 1977, los dos se sintieron lo suficientemente cómodos como para concentrarse en escribir canciones. “Nos sentimos muy afortunados ese año”, dijo Becker en el documental de 1999 Classic Albums sobre el álbum, “y queríamos intentar algo más largo”. Describe «Aja» como una suite que combinaba varias otras canciones en las que estaban trabajando,: 0:42:35  incluida una canción de demostración temprana llamada «Stand by the Seawall».
Durante la misma entrevista, Fagen llamó a la canción “un viaje en el tiempo y el espacio”. Ha afirmado durante mucho tiempo que fue nombrada después de una mujer surcoreana con la que se casó el hermano de un amigo de la escuela secundaria después de servir en el ejército en ese país. Sin embargo, no está seguro de la ortografía. “Pensamos que era un buen nombre, una especie de imagen muy romántica”, dijo Fagen, “el tipo de tranquilidad que puede surgir de una relación tranquila con una mujer hermosa”.